# Woliborka
Woliborka (niem. Schwarzach, Volpersdorfer Bach) – strumień górski w Sudetach Środkowych w Górach Sowich w woj. dolnośląskim.

## Opis
Lewy dopływ Włodzicy. Długość potoku wynosi 9,7 km. Źródła potoku znajdują się na wysokości 752 m n.p.m. na zachodnim stoku góry Szerokiej (827 m n.p.m.) w Górach Sowich. Strumień w górnym biegu płynie Doliną Woliborki przez las, wzdłuż drogi wojewódzkiej nr 384 a dalej doliną oddzielającą Garb Dzikowca od Obniżenia Noworudzkiego wzdłuż drogi wojewódzkiej nr 385 w kierunku ujścia do Włodzicy w Nowej Rudzie. Zasadniczy kierunek biegu Woliborki jest zachodni. Jest to strumień górski zbierający wody ze zboczy Garbu Dzikowca i południowych zboczy Gór Sowich. Strumień częściowo uregulowany jedynie w okolicy Nowej Rudy, w większości swojego biegu nieuregulowany o wartkim prądzie wody, średni spadek wynosi 32,5‰. Z wyjątkiem odcinka przyźródłowego wzdłuż całego potoku ciągnie się miejscowość Wolibórz. Wskutek tego, praktycznie na całej długości, brzegi są umocnione murami oporowymi oraz jest zanieczyszczony ściekami bytowymi. W środkowej strefie potoku występuje: pstrąg potokowy, kiełb i karaś srebrzysty. W okresach wzmożonych opadów i wiosennych roztopów stwarza poważne zagrożenie powodziowe. Kilkakrotnie występował z brzegów podtapiając przyległe miejscowości.
W latach 1879–1880 nad Woliborką w Nowej Rudzie wzniesiono najwyższy most kolejowy w ówczesnych Niemczech (wysokość 36 m).

## Miejscowości nad Woliborką
- Wolibórz
- Nowa Ruda